# Lijst van gemeentelijke monumenten in Zeeland (provincie)

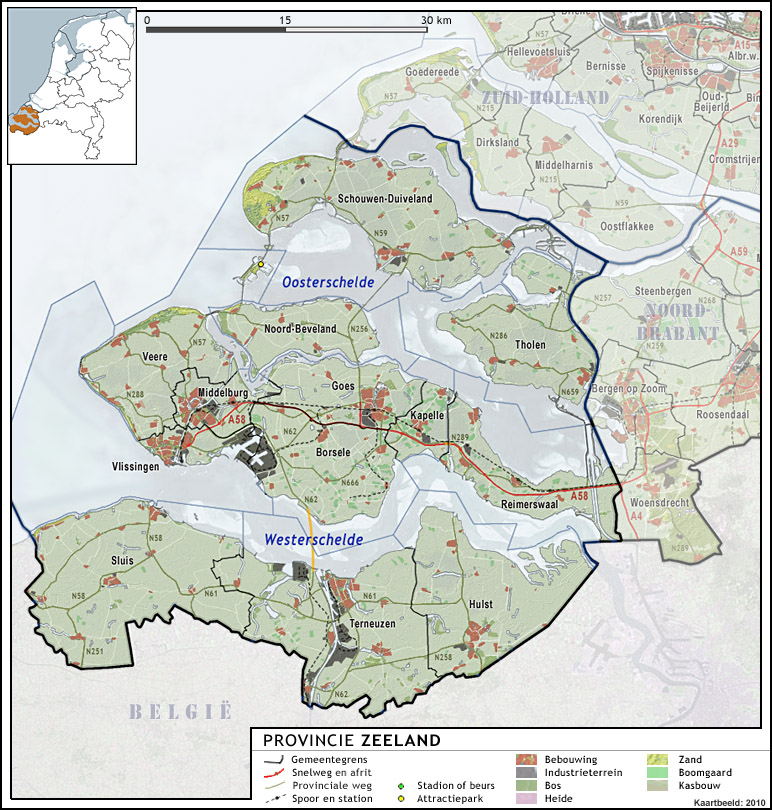
Zeeland

In een aantal gemeenten in Zeeland zijn er gemeentelijke monumenten door de gemeente aangewezen.
- Lijst van gemeentelijke monumenten in Borsele
- Lijst van gemeentelijke monumenten in Goes
- Hulst heeft geen gemeentelijke monumenten
- Lijst van gemeentelijke monumenten in Kapelle
- Lijst van gemeentelijke monumenten in Middelburg
- Noord-Beveland heeft geen gemeentelijke monumenten.[1]
- Reimerswaal heeft geen gemeentelijke monumenten[2]
- Lijst van gemeentelijke monumenten in Schouwen-Duiveland
- Sluis heeft geen gemeentelijke monumenten.[3]
- Lijst van gemeentelijke monumenten in Terneuzen
- Tholen heeft geen gemeentelijke monumenten
- Veere heeft geen gemeentelijke monumenten[4]
- Lijst van gemeentelijke monumenten in  Vlissingen